# 町田徹
町田 徹（まちだ てつ、1960年 - ）は、日本のジャーナリスト、ノンフィクション作家。大阪府出身。

## 来歴・人物
金蘭千里高等学校、神戸商科大学（現・兵庫県立大学）商経学部経済学科卒業後、日本経済新聞社に入社。リクルート事件、損失補てん事件、郵政問題などを取材。アメリカのペンシルベニア大学ウォートン・スクールに留学。ワシントン特派員。
雑誌『選択』編集者を経て、2004年よりフリー。
2006年に日興コーディアル証券の粉飾決算事件をスクープし、第13回「編集者が選ぶ雑誌ジャーナリズム賞」の大賞を受賞した。
2014年6月から2019年6月までゆうちょ銀行社外取締役。
2018年に現代ビジネスでCPUの投機的実行の仕組みについて解説。その説明に登場した技術「アクセラレーション・ブースト」が実在の不確かなものであったことから話題となった。

## 連載・出演番組
- 現代ビジネス （「ニュースの深層」毎週火曜日アップ、2010年1月 - ）
- サードプレイス（旧ON THE WAY　ジャーナル）（JFN online、第二火曜日）
- 町田徹のふかぼり!（2017年10月6日 - ラジオNIKKEI第1放送 金 23:00 - 23:15）
- 町田徹のふかぼり!フロントページ（2018年4月6日 - ラジオNIKKEI第1放送 金 16:40 - 17:00）

## 著書
- 『電力と震災　東北「復興」電力物語』（日経BP社、2014年）
- 『行人坂の魔物―みずほ銀行とハゲタカ・ファンドに取り憑いた「呪縛」』（講談社、2013年）
- 『JAL再建の真実』（講談社、2012年）
- 『東電国有化の罠』（筑摩書房、2012年）
- 『日本郵政 解き放たれた「巨人」』（日本経済新聞社、2005年）
- 『巨大独占 NTTの宿罪』（新潮社、2004年）